# Oro (Street Fighter)
Oro (オロ) es un personaje ficticio perteneciente a la franquicia de videojuegos de pelea Street Fighter.

## Historia
Oro es un anciano ermitaño japonés residente en Brasil con unos poderes que le otorgan una larga vida. Le falta un brazo, pero en realidad no es manco, sino que selló dicho brazo ya que, al ser tan poderoso, si luchaba con un solo brazo podría darles a sus rivales la oportunidad de enfrentarse a él en un combate más igualado.
Durante el tercer Street Fighter, sintió que había llegado la hora de encontrar a un alumno. Esa fue la razón por la que entró en el tercer torneo. Finalmente, Ryu fue quien le impresionó y lo buscó para llevárselo como alumno.
Ryu aún entrena con Oro. Extrañamente, no se sabe por qué Sakura no lo ha encontrado (tal vez coincidiera con el momento en que Sakura dejara finalmente la lucha).

## Datos Adicionales
- Hobbies: Levantar piedras telepáticamente, ir al cine, usar equipos de orientadores y personas a través de la Amazonía.
- Gusta: Mujeres, Dormir, entrenar, oponentes fuertes
- Odia: Débiles, Estar aburrido, Fuerzas Diabólicas (Akuma)

- Datos: Q5408919